# Der beglückte Florindo
Der beglückte Florindo (HWV 3) ist Georg Friedrich Händels dritte Oper. Ihre Musik ist zum größten Teil verschollen.

## Entstehung und Libretto
Die Doppeloper Florindo und Daphne (in Hamburg wurden die Opern immer als Singspiel angekündigt) entstand bereits im Frühjahr 1706, noch im Auftrag Reinhard Keisers. Jedoch kam es in dieser Zeit zu keiner Aufführung des Werkes. Politische Turbulenzen und der Pächterwechsel am Gänsemarkt-Theater führten dazu, dass die Opern erst im Januar 1708 unter der Direktion von Johann Heinrich Sauerbrey, der den Opernbetrieb zusammen mit dem Sänger Johann Konrad Dreyer und dem Konsul Reinhold Brockelmann übernommen hatte, in den Spielplan aufgenommen wurden. Die alte Direktion, bestehend aus Keiser und dem Dramaturgen Drüsicke, hatte im September 1706 aufgeben müssen.
Widersprüchliche Ansichten bestehen darüber, ob die zusammengehörigen Opern Der beglückte Florindo und Die verwandelte Daphne ursprünglich für einen Abend vorgesehen und dann wegen Überlänge auf zwei Abende verteilt wurden oder ob die Anlage von vornherein zwei selbständige Abschnitte, also zwei Opern mit je drei Akten, vorsah. Die Vorrede zum Libretto des Florindo (s. u.) lässt den ersten Fall vermuten, jedoch gibt es einige Zweifel daran:
Der Händelforscher Friedrich Chrysander legte die Bemerkung der Vorrede, die Musik sei „gar zu lang gefallen“ so aus, dass Händel sich zu sehr ausgearbeitet und zu lange Arien geschrieben habe. Jedoch zeigt das Libretto konzentrierte, oft sogar kurze Arien und Ensembles. Die von Händel im Florindo zu vertonenden 55 Musiknummern sind das normale Maß einer deutschen Oper in dieser Zeit. Die zusammen mit der Daphne dann 100 Musiknummern hätte der zwar junge, aber keineswegs mehr theaterunerfahrene Händel dem Publikum an einem Abend nicht zugemutet. So ist anzunehmen, dass das Werk von vornherein, zumindest aber nach Fertigstellung des Librettos, als an zwei Abenden zu geben konzipiert war. Ein solches Verfahren war an der Hamburger Bühne durchaus üblich. So wurden allein in den Jahren 1701 und 1702 drei Doppelopern von Reinhard Keiser mit Sujets über Störtebecker, Odysseus und Orpheus aufgeführt. Alles waren jeweils abendfüllende, dreiaktige Werke.
Für seine deutsche Bearbeitung des Stoffes benutzte der Dichter Hinrich Hinsch offenbar einen italienischen Operntext als Vorlage, welcher aber bisher nicht identifiziert werden konnte. Davon übrig geblieben sind mehrere Arien, die in den Hamburger Aufführungen in der Originalsprache gesungen wurden. Hinsch war zum Zuge gekommen, da Händels erster Librettist Friedrich Christian Feustking, der Verfasser der Texte zu Almira und Nero (beide 1705), mehrerer Liebschaften verdächtigt wurde und Hamburg hatte verlassen müssen.
Nach der Komposition der Doppeloper widmete sich Händel in Hamburg nur noch dem Unterrichten, studierte Werke seiner Kollegen (unter anderem fertigte er eine vollständige Kopie von Keisers Octavia an, die er mit nach Italien nahm) und bereitete seine Abreise nach Italien vor. Er verließ Hamburg vermutlich im Sommer 1706 und hat seine Doppeloper niemals gehört. Die musikalische Leitung der Uraufführungen lag höchstwahrscheinlich in den Händen von Christoph Graupner, der von 1705 bis 1709 Cembalist und Kapellmeister am Hamburger Opernhaus war.
Die Uraufführung des Florindo fand im Januar 1708 statt, als Händel in Italien schon seine erste italienische Oper, Rodrigo, geschrieben und diese schon längst uraufgeführt hatte.
Besetzung der Uraufführung
- Daphne – Anna-Margaretha Conradi, genannt „Conradine“ (Sopran) (?)
- Florindo – Johann Konrad Dreyer (Tenor) (?)
- weitere Besetzung: unbekannt.[5]

## Handlung

### Historischer und literarischer Hintergrund
Im 1. Buch der Metamorphosen erzählt Ovid die Geschichte der Nymphe Daphne, die sich der Zudringlichkeit des Phoebus (Apollon) entzieht, indem sie sich von ihrem Vater in einen Lorbeerbaum verwandeln lässt. Diese beiden Figuren und Cupido entstammen dem Mythos, alle weiteren handelnden Personen der Opern sind frei erfunden.

„Es ware das Wasser der Deucalionischen Sündfluth bereits gefallen und der durch die Sonnen-Strahlen getrocknete Erdboden finge schon an allerhand Thiere/ wie auch mancherley Kräuter und Bluhmen/ wieder herfür zu bringen/ als in Thessalien ein grosser und ungeheurer Drache/ Python genannt/ aus dem Schlamm der Erden gezeuget wurde/ der mit seinem gifftigen Odem die Landschafft ansteckte/ und die umliegenden Aecker verderbte; An selbiges Ungeheuer machte sich Phœbus mit seinem Bogen und Pfeilen/ erlegte auch denselben glücklich/ und befreyte das bedrängte Land von dem gefürchtetem Untergange; Welches dann diesem ihren Erretter zur schuldigen Danckbarkeit ein Fest/ von dem erlegten Drachen Pythia genannt/ anordnete/ und darinnen dem Phœbus für seine Wohlthat/ mit allen ersinnlichen Freuden-Bezeugungen/ verehrete.
Uber diesen glücklichen Sieg wurde nun Phœbus hochmüthig/ daß er das Cupido Pfeil und Bogen/ gegen seine Waffen verachtete/ und seinen über den Drachen erhaltenen Sieg/ der Macht/ der nur die weichen und Weibischen Hertzen überwindenden Liebe/ weit fürzoge: welche Schmach dann dem rachgierigen Cupido so sehr zu Hertzen gienge/ daß er zweene Pfeile/ einem mit einer güldenen Spitzen/ welche die damit getroffene Hertzen zu einer brünstigen Liebe entzündete/ und einen mit einem Bleyernen Geschoß/ welche die verwundete Brust mit bitterem Haß erfüllete/ zu sich nahme; Mit dem ersten Pfeil traff er des Phœbus Brust/ und entzündete dieselbe mit einer hefftigen Brunst gegen die Daphne, des Wasser-Gottes Pineus überaus schönen Tochter/ und erweckte dardurch bey demselben ein unersättliches Verlangen/ sich mit dieser liebwerthesten Nymphe zu verbinden; Selbige aber wurde von dem Pfeil von Bley getroffen/ und empfunde nicht allein dardurch keine Neigung zu dem Phœbus, sondern flohe vielmehr dessen Gegenwart/ und war weder durch Schmeicheleyen/ weder durch Verheissung/ zu einiger Gegen-Einstimmung zu bewegen.
Wann aber den Phœbus das hitzige Verlangen/ seine brünstige Begierden vergnüget zu sehen/ täglich quälete/ eilete er der flüchtigen Daphne in einem Walde nach/ und suche selbige mit Gewalt in seinen Pallast zu bringen/ hatte auch dieselbe bey nahe ereilet/ wie die erschreckte/ und in äusserster Verzweifflung sich befindende Nymphe/ zu ihrem Vater Pineus üm Beystand und Errettung rieffe/ welcher ihr auch seine Hülffe nicht versagte/ besondern sie in einem Lorbeer-Baum verwandelte.
Wie Phœbus dadurch seinen Zweck verrücket sahe/ und ihme die schöne Beute/ die er schon erhaschet zu haben vermeinte/ so unvermuthet wieder aus den Händen geraubet wurde; Nichts destoweniger aber dannoch die Liebe sein zärtliches Hertz nicht räumen wollte/ kehrete er selbige zu dem verwandelten Baum/ und da er vorhin von einem jedweden Laub ihm einen Crantz zu machen gewohnet war/ erwählte er zu diesem Zierath hinführo den Lorbeer-Baum/ und kröhnete sich und seine ergebene Verehrer mit Lorbeer-Zweigen.
Dieses von dem Ovidius, in seinem ersten Buche der Verwandlungen beschriebenes Lehr- und Sinn-Gedichte/ hat uns die Gelegenheit zu gegenwärtigem Sing-Spiel gegeben/ zu dessen Auszierung man denn wahrscheinlich dazu gedichtet/ daß Daphne, ehe Phœbus in Sie durch des Cupido Rache verliebt geworden/ bereits mit dem Florindo, des Wasser-Gotts Enipheus Sohn/ sich verbunden/ und eine Wechsel-Liebe gepflogen: Florindo hingegen heimlich von der edlen Nymphe Alfirena großmüthig geliebet/ von der Lycoris aber listiglich gesuchet worden; Lycoris hingegen von dem Damon dermassen geliebet worden/ daß er seinen Verstand auff eine Zeit verlohren/ nachmahls aber/ wie er von der Lycoris zwar Anfangs mit falscher Hoffnung gespeiset/ doch nachgehends mit wahrhaffter Gegen-Liebe vergnüget worden/ denselben völlig wieder bekommen; Wie dann auch die Großmüthige Alfirena, wie die Daphnen verwandelt/ und der Florindo von seiner Liebe und Ehegelübde befreyet worden/ den Lohn ihrer Edelmüthigen Treue bekommen/ und mit ihrem Florindo verbunden worden.
Weil aber die vortreffliche Music, womit diese Opera gezieret/ etwas gar zu lang gefallen/ und die Zuschauer verdrießlich machen möchte/ hat man für nöthig erachtet, das gantze Werck in zwey Theile zu setzen; davon das Erste das zu den Ehren des Apollons angestellete Fest Pythia, und die an demselben Tage geschehene Verlobung des Florindo mit der Daphne vorstellet; und also den Nahmen des Glücklichen FLORINDO, von dieser vornehmsten Handlung bekommen; Der andere Theil wird der Daphnen Halßstarrigkeit gegen des Phœbus Liebe/ wie auch ihren empfundenen Abscheu für aller Liebe/ und endlich ihre Verwandlung in einen Lorbeer-Baum fürstellen/ und davon den Nahmen der Verwandelten DAPHNE erhalten.“

### Erster Akt

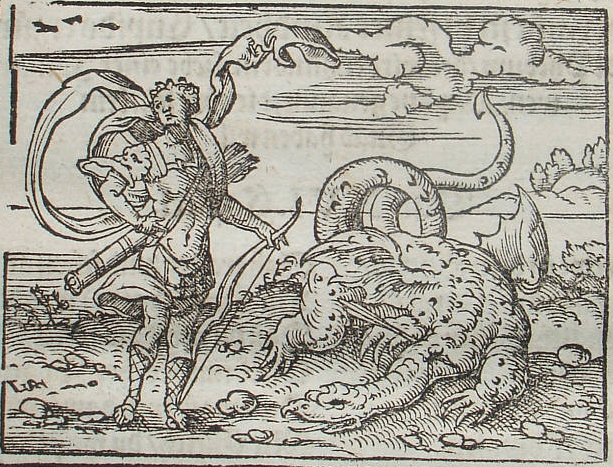
Apollo tötet den Python (Virgil Solis)

In einer schönen Landschaft findet das Dankfest zu Ehren des Gottes Phoebus (Apollo) statt. Dieser hat den grausamen Drachen Python erlegt. Auf dem Fest erscheint auch Cupido, und als dieser übermütig von Phoebus verspottet wird, schwört er Rache.
Daphne, die Geliebte des Florindo und diesem auch schon versprochen, trifft am Rande des Festes Phoebus, und der Sohn des Zeus verliebt sich in die Tochter des Flussgottes Pineus.
Alfirena besingt ihre unglückliche Liebe zu dem schon vergebenen Florindo. Dieser trifft sich unterdessen mit seiner Braut zu einem Schäferstündchen, und beide beschließen, noch heute die Hochzeit in die Wege zu leiten.
Die Nymphe Lycoris, die ebenfalls in Florindo verliebt ist, wird wiederum vom Schäfer Damon angeschmachtet. Aber sie werben aneinander vorbei und ergehen sich in ihrem jeweiligen Liebeskummer. So endet der erste Akt mit zwei Liebeskranken, die nicht zu trösten sind.

### Zweiter Akt
An der Mündung des Enipheus in den Pineus bitten Daphne und Florindo ihre Väter Pineus und Enipheus mit Erfolg um die Einwilligung zu ihrer Vermählung.
Als Florindo wieder allein ist, versucht sich Lycoris ihm zu nähern. Sie wirbt aber erfolglos um seine Liebe, während die ebenfalls in Florindo verliebte Alfirena ihren Schmerz für sich behält. Sie will diese Liebe für sich tragen und keinen Angriff auf seine Tugend wagen.
Als sich nun Daphne und Phoebus treffen, greift Cupido wieder im Lenken der Liebesgeschicke ein. Er hält sich dabei im Verborgenen und kann verfolgen, wie sich die beiden näherkommen. Daphne bekennt Phoebus, dass sie zwar den Glanz und die Pracht seiner Macht im Himmel, in den Wolken und auf Erden kennt und auch weiß, dass ihr durch ihn großes Glück beschieden sein wird, jedoch: „Wer sich dem Feuer naht, verlieret sein Gesicht“. Dennoch ist sie sich bewusst, dass ihr Herz schmilzt und ihr Geist anfängt, neue Glut zu fangen. Aber gewonnen hat Phoebus noch nicht. Er tröstet sich auf spätere Zeit, während Daphne, allein geblieben, verzweifelt ihre beiden Möglichkeiten abwägt. Alfirena, die Florindo immer noch liebt, weiß von den vorgenannten Ereignissen noch wenig. Weil Florindo seine ihm elterlich versprochene Daphne liebt, will Alfirena ihre Traurigkeit allein tragen. Die nähergekommene Daphne sieht ihr die Betrübnis an, und durch diese erfährt Alfirena nun, dass die geplante Vermählung am nächsten Morgen stattfinden soll. Aber Daphne ist die Unsicherheit anzumerken.

### Dritter Akt
In der Schmiede des Feuergottes Vulcanus empfängt dieser Cupido und beide verabreden, Phoebus’ Liebe zu der sich immer noch wehrenden Daphne nicht zu unterstützen. Der von Vulcanus zu schmiedende Pfeil soll Daphnes Liebe in Hass versetzen, denn niemand von den Göttern möchte Daphne an der Seite Phoebus’ vom Himmel aus regieren sehen. Cupido freut sich, dass seine Rache an Phoebus gelingen wird.
Lycoris besucht Alfirena, als diese sich in Todeswehmut von dem Gedanken verabschiedet, Florindos Zuneigung doch noch zu bekommen, und vermutet, dass neben ihr nun auch noch Alfirena dem Florindo verfällt. In einer sich anbahnenden Aussprache erfährt Lycoris, dass sie recht hat, gibt aber gleichfalls zu, Florindo zu lieben. Ob der sich abzeichnenden Ausweglosigkeit befreunden sich beide.
Damon findet seine Angebetete Lycoris schlafend im Gras. Er will sie beschützen und verhindern, dass ihr jemand etwas Böses tut. Tyrsis kommt dazu und ist erstaunt über die hütende Sorgfalt, fürchtet aber auch negative Auswirkungen, die schließlich so weit gehen, dass Damon eine Fliege auf Lycoris’ Gesicht als verwandelten Jupiter vermutet, der seine „geile Brunst“ kühlen möchte. Damon versucht vergeblich, die Fliege mit der Hand zu fangen, stattdessen schlägt er ungewollt in das Gesicht der zornig aufspringenden Lycoris. Damon springt vor Schreck hinter einen Baum. Tyrsis versucht Lycoris zu beruhigen und zu überreden, Damon einige gute Worte und Gesten zu zeigen. Damit sei er wohl zufrieden.
Die Hochzeitsfeier von Florindo und Daphne beginnt. Alfirena, Galathea, Tyrsis, Lycoris und der ganze Chor der Schäfer erscheinen. Florindo begrüßt weiterhin die Schar der Nymphen. Vom Himmel steigt jetzt sogar Phoebus und lässt sich von der Hochzeitsgesellschaft feiern. Mit diesem trügerischen Happy End schließt der erste Teil der Doppeloper Florindo und Daphne.

## Musik

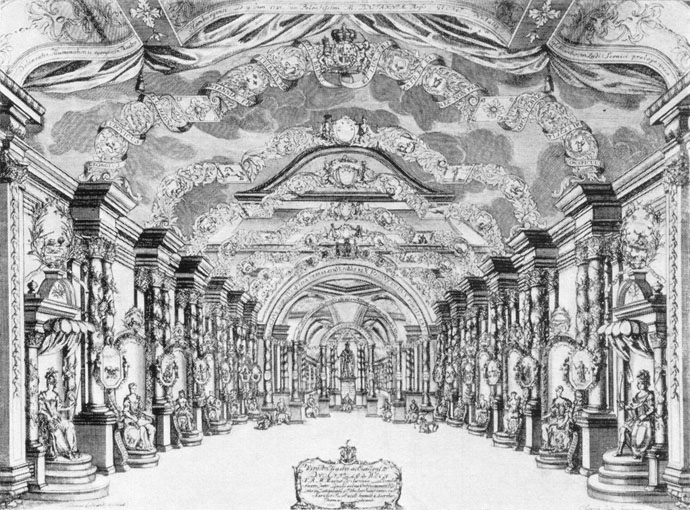
Bühne des Theaters am Gänsemarkt. Kupferstich von Thomas Lediard, 1724

Die Partituren beider Opern sind verloren. Man kann vermuten, dass Händel seine Autographe in Hamburg zurückgelassen hatte, da offenbar die Hoffnung bestand, dass sie dort noch zur Aufführung kommen werden. Dort waren sie aber wohl nicht gut aufgehoben. Händel selbst hatte seit seinem Italienaufenthalt eine ausgezeichnete Handbibliothek seiner eigenen Werke, sodass uns diese Partituren, hätte er je ein Exemplar mitgenommen, auf diesem Wege wahrscheinlich erhalten geblieben wären. Indes wirft der Ausspruch des Sängers Johann Konrad Dreyer, der nach dem Weggang Keisers (September 1706) Mitpächter des Opernhauses und somit verantwortlich für dessen weiteren Betrieb war, über die Schwierigkeiten des Wiederbeginns der Arbeit kein gutes Licht auf eine sichere Verwahrung des Notenmaterials am Opernhaus:

„Wie der Anfang zur Opern Aufführung gemacht werden sollte, waren alle Partituren versteckt. Ich nahm also erst Salomo hernach Nebucadnezar vor, und suchte die Partitur von denselben aus den einzelnen Stimmen zusammen. So bald die Besitzer der völligen Partituren solches sahen, kamen nach und nach einige andere zum Vorschein.“

Lediglich in der „Newman Flower Collection“ der Manchester Central Library und in der Aylesford Collection der British Library konnten durch David R. B. Kimbell, Winton Dean und Bernd Baselt überlieferte Reste der beiden Opern nachgewiesen werden.
Die in fünf Sätzen überlieferten Instrumentalstücke in der „Newman Flower Collection“ geben weder Vokalparts noch Textanfänge wieder. Sie tragen aber den Vermerk „Florindo del Sigr. G. F. Handel“. Es lässt sich jedoch nicht mehr sicher feststellen, welche Texte der beiden Libretti auf die überlieferten Melodien passen. Von Rhythmus, Textverteilung und Deklamation her kommen dafür mehrere Arientexte in Betracht.
Die zwölf in der Aylesford Collection (welche Charles Jennens anfertigen ließ) befindlichen Instrumentalsätze (HWV 352–354) sind vermutlich auch Fragmente der beiden verschollenen Opern. Sie wurden etwa 1728 von Händels Junior-Sekretär, dem Cembalisten Johann Christoph Schmidt jun., und einem anonymen Schreiber in einen Sammelband kopiert. Diese Tänze bilden drei einfache, tonartlich zusammenpassende und jeweils aus vier Sätzen bestehende Suiten. Aus den überlieferten Textbüchern wissen wir, dass der Anteil an Ballettsätzen in beiden Opern relativ groß war. So liegt es auf der Hand, dass diese Suiten wohl eine Zusammenstellung von Chor- und Ballettsätzen aus beiden Opern sind.
Es ist außerdem wahrscheinlich, dass die Ouvertüre in B-Dur (HWV 336), die Händel für Il trionfo del Tempo e del Disinganno verwenden wollte und die von Arcangelo Corelli als „zu französisch“ abgelehnt wurde, ursprünglich die Ouvertüre zu Der beglückte Florindo war. Somit wären 18 musikalische Nummern (wenn auch nicht vollständig) aus beiden Opern erhalten.

## Erfolg und Kritik
Händels Freund, Förderer und Rivale in Hamburg, Johann Mattheson, Sänger, Komponist, Impresario und Musikgelehrter, schrieb über die Doppeloper:

„Er verfertigte 1708 [1706!] sowohl den Florindo, als die Daphne, welche jedoch der Almira nicht beikommen wollten.“